# Strada statale 106 radd Jonica
La strada statale 106 radd Jonica (SS 106 radd) è una strada statale italiana, variante della strada statale 106 Jonica.

## Storia
La strada è stata classificata nel 1960.

## Descrizione
La strada statale 106 radd costituisce una variante del percorso originario della strada statale 106 Jonica nella Calabria settentrionale, che evita l'attraversamento degli abitati di Rossano Stazione, Corigliano Calabro e Corigliano Scalo. Il tracciato originario, che affrontava le prime propaggini collinari settentrionali della Sila, non è più gestito dall'ANAS.
Il percorso della strada statale 106 radd si svolge per quasi 30 chilometri, tra le località di Amica, nel comune di Corigliano-Rossano,  e nella frazione di Sibari, nel comune di Cassano allo Ionio.

## Tracciato
| Jonica |                                             |      |           |                |
| Tipo   | Indicazione                                 | ↓km↓ | Provincia | Strada europea |
|        | Jonica                                      | 0,0  | CS        |                |
|        | Oliveto Longo                               | 1,5  | CS        |                |
|        | Oliveto Longo                               | 1,9  | CS        |                |
|        | Torrente Colognati (85m)                    | 2,4  | CS        |                |
|        | Rossano Stazione Lido Sant'Angelo           | 4,3  | CS        |                |
|        | Frasso-Amarelli                             | 5,3  | CS        |                |
|        | Centrale ENEL                               | 7,2  | CS        |                |
|        | Zona industriale Torretta                   | 9,0  | CS        |                |
|        | per SS 106                                  | 11,4 | CS        |                |
|        | per Corigliano Scalo, Schiavonea            | 14,6 | CS        |                |
|        | per Villaggio Frassa                        | 16,3 | CS        |                |
|        | per Porto di Corigliano Calabro, Schiavonea | 16,5 | CS        |                |
|        | per SS 106                                  | 19,1 | CS        |                |
|        | Zona industriale                            | 19,5 | CS        |                |
|        | per SS 106                                  | 21,6 | CS        |                |
|        | Fiume Crati                                 | 23,0 | CS        |                |
|        | di Cammarata e degli Stombi                 | 25,2 | CS        |                |
|        | per Marina di Sibari                        | 26,8 | CS        |                |
|        | per Sibari                                  | 27,5 | CS        |                |
|        | per Bruscata                                | 29,1 | CS        |                |
|        | Jonica                                      | 29,8 | CS        |                |